# إشفى (أداة)

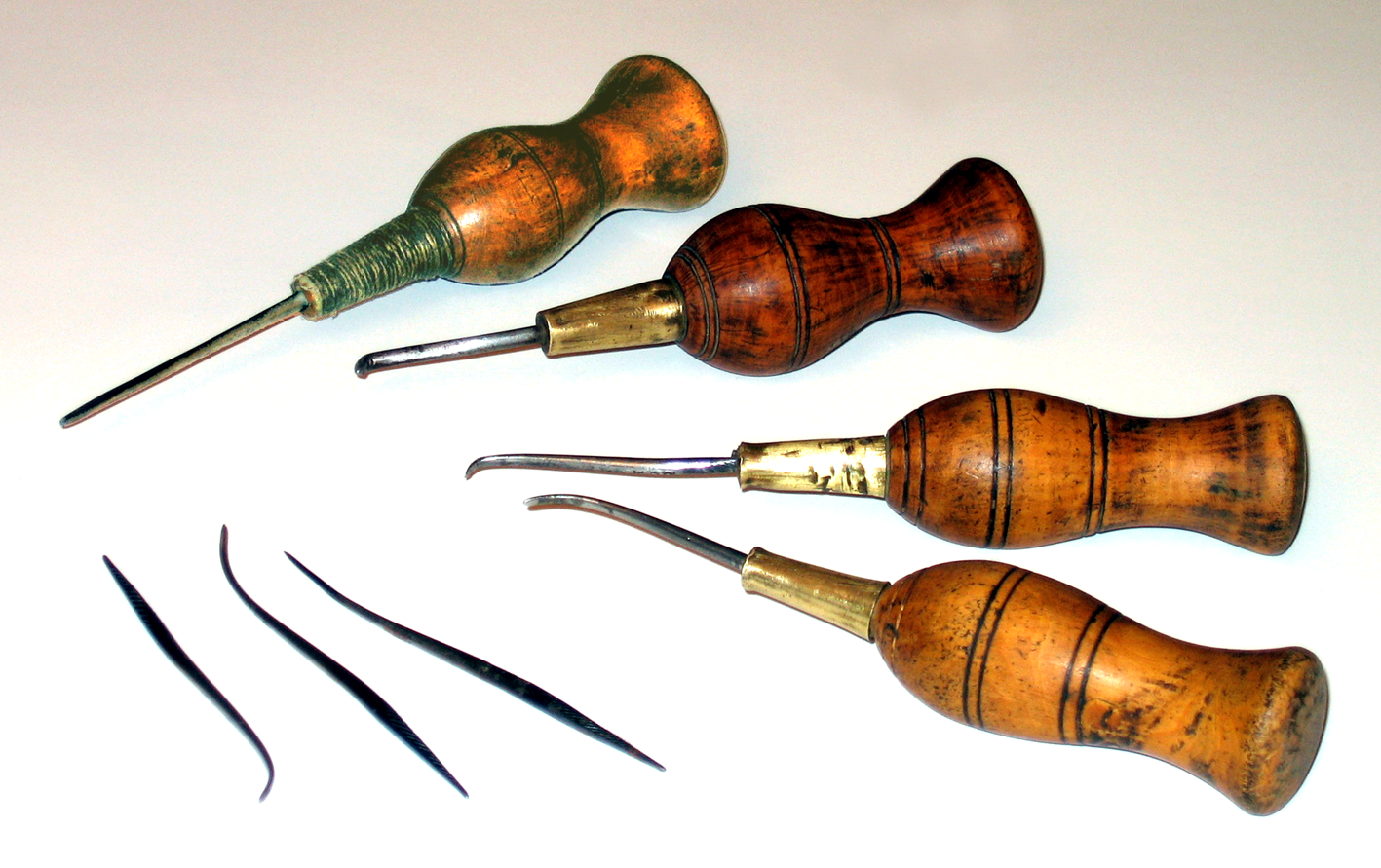
أشافٍ لصناعة الأحذية

الإشفى (جمع: أشافٍ) أو مخراز الجلد أو مخرز الإسكاف أو الثَقّابة هي أداةٌ تُمكّن من ثقب الثقوب في مجموعة متنوعة من الموادّ، أو تُكبّر الثقوب الموجودة، وتستخدم لخياطة المواد الثقيلة مثل الجلد أو القماش. تتألف من نصل معدني رفيع مدبب ينتهي برأس حاد، إما بشكل مستقيم أو منحني قليلاً. غالبًا ما تكون هذه النصول إبراً قابلة للتبديل. قد تملك ثقباً عند الطرف المدبب للمساعدة في سحب الخيط خلال الثقوب لغرض الخياطة اليدوية، وفي هذه الحالة يطلق عليه أيضًا خرم الإشفى. إشفى الغرزة تستخدم من الإسكاف وعمال الجلود الآخرون. أما إشفى الخياطة فتستخدم لقفل الغرزة.

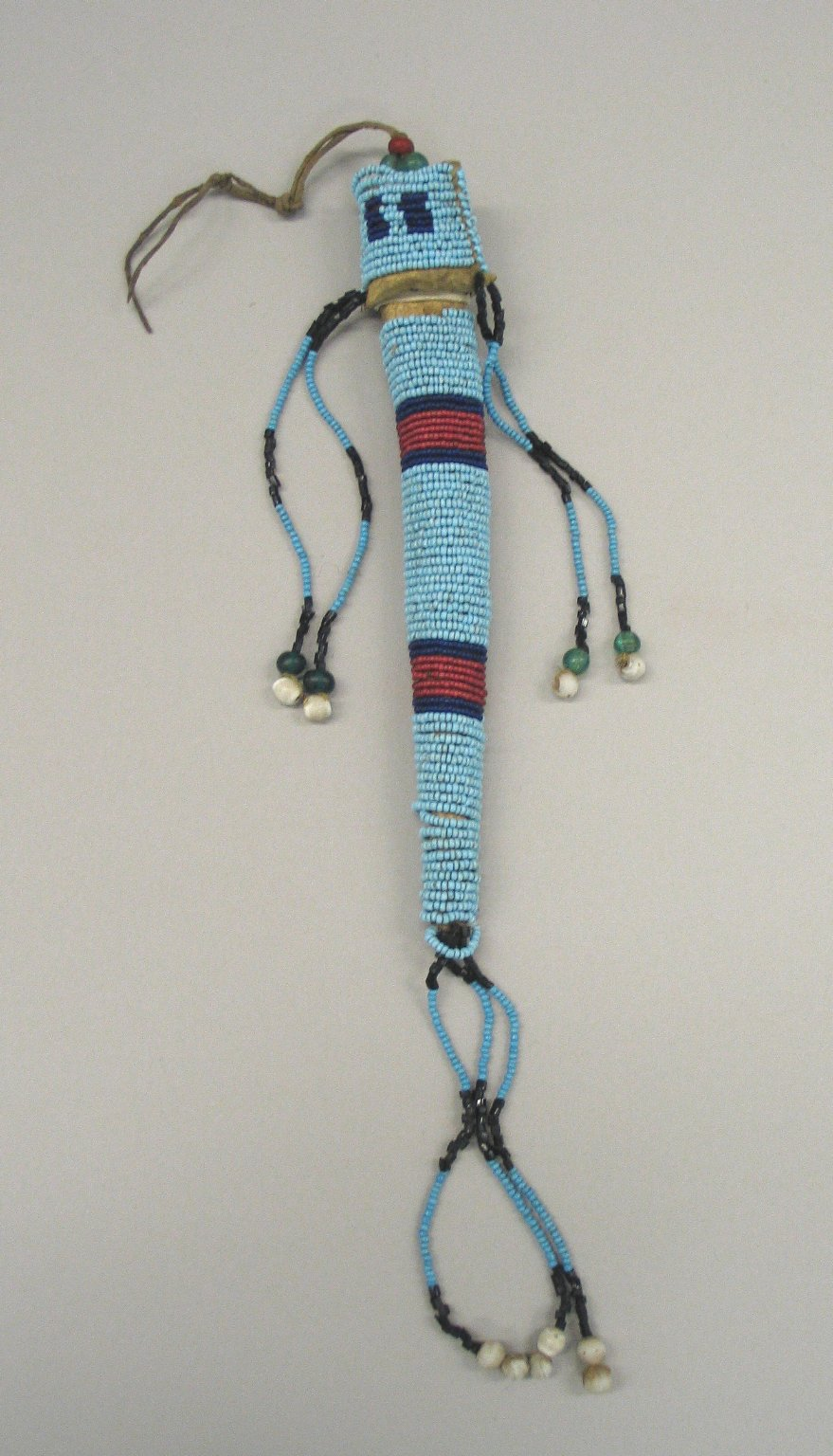
غمد الإشفى لسكان أمريكا الأصليين، متحف بروكلين